# Jeff Solem
Jeff Solem (Fargo, 28 gennaio 1948) è un ex calciatore statunitense, di ruolo difensore e centrocampista.

## Carriera
Formatosi calcisticamente nella formazione calcistica dell'Università Emory, nella stagione 1973 è ingaggiato dagli Atlanta Apollos, con cui ottenne il terzo e ultimo posto della Southern Division, non potendo così accedere alla fase finale del torneo.
Nella stagione 1974 passa ai Denver Dynamos, con cui nei due anni di militanza non supera mai la fase a gironi del torneo nordamericano.
Nella stagione 1976 la franchigia dei Dynamos viene ricollocata a Minneapolis divenendo così i Minnesota Kicks. Con i neonati Kicks raggiunse la finale del torneo, pur non giocandola, persa contro i canadesi del Toronto Metros-Croatia.